# Moxostoma poecilurum
Moxostoma poecilurum är en fiskart som beskrevs av Jordan, 1877. Moxostoma poecilurum ingår i släktet Moxostoma och familjen Catostomidae. Inga underarter finns listade i Catalogue of Life.